# Pete Ham
(Perfection, Pete Ham)
Peter William Ham, detto Pete (Swansea, 27 aprile 1947 – Surrey, 24 aprile 1975), è stato un cantante, compositore e chitarrista britannico di origini gallesi, principalmente noto per essere stato il cofondatore del gruppo pop Badfinger, nonché autore dei più grandi successi della band, come No Matter What", "Day After Day e Baby Blue. Insieme al collega Tom Evans ha composto la ballata Without You, divenuta hit in tutto il mondo grazie alla cover di Harry Nilsson e di molti altri artisti. Ham, nel corso della sua breve carriera, ha avuto comunque modo di vincere due Ivor Novello Awards nel 1973.

## Biografia

### Infanzia
Pete Ham nacque a Swansea, in Galles. Nel 1961 formò, con un gruppo di ragazzi della sua città, un complesso rock chiamato The Panthers. La band, dopo diversi cambiamenti di nome e formazione, nel 1965 divenne The Iveys, con Ham a voce e chitarra, Ron Griffiths a voce e basso, David "Jay" Jenkins a voce e chitarra e Mike Gibbins a voce, batteria e percussioni.
Il manager del complesso beat The Mojos, Bill Collins, nel 1966 divenne manager degli Iveys e li trasferì a Londra. La band iniziò a girare il Regno Unito, mentre Ham si rivelava il più talentuoso compositore dei quattro - incoraggiato da Collins, che gli rese disponibile un registratore Revox.
S'interessò agli Iveys Ray Davies, leader dei Kinks, che produsse alcuni brani, tuttavia editi ufficialmente molto tempo dopo. Invece nel 1968 s'interessò degli Iveys Mal Evans, assistente personale dei Beatles, che consentì loro di firmare un contratto per la Apple Records, dopo l'approvazione di tutti e quattro i Beatles, positivamente impressionati dalle abilità compositive degli Iveys.

### Con i Badfinger
Gli Iveys cambiarono il proprio nome in Badfinger con l'uscita del singolo "Come and Get It", brano scritto da Paul McCartney che divenne una hit in tutto il mondo. Ham, inizialmente contrario a lanciare la band con un singolo non composto da nessuno dei quattro membri - degli Iveys originali rimanevano Ham e Gibbins, mentre nel 1967 Tom Evans aveva preso il posto di Jenkins e nel 1970 Joey Molland quello di Griffiths -, tanto più che tutti e quattro stavano avendo sempre più confidenza con le proprie composizioni, si ricredette presto: Come and Get It ebbe enorme successo.
La perseveranza creativa di Ham diede infine i suoi frutti: la sua canzone "No Matter What", uscita alla fine del 1970, fu un grande successo e viene oggi ritenuta il prototipo della musica power pop.
Nel 1971 Ham compose altre due canzoni di successo per i Badfinger, "Baby Blue" e "Day After Day", prodotta da George Harrison, che partecipa al brano anche come chitarrista. Harrison sfruttò il maestrale stile di Ham come chitarrista durante le sessioni del suo album "All Things Must Pass"; il culmine della loro amicizia si ebbe quello stesso anno, quando, durante il Concerto per il Bangladesh, Harrison invitò Ham a un duetto di chitarre acustiche per il brano "Here Comes the Sun".
Il più grande successo cui Ham è ritenuto la ballata "Without You", scritta insieme a Tom Evans, che raggiunse la vetta di diverse classifiche nella cover di Harry Nilsson del 1972; da allora la canzone è stata interpretata da centinaia di altri artisti di ogni genere e di ogni nazione. Per "Without You" nel 1973 Ham vinse due premi Ivor Novello e ricevette anche una nominations ai Grammy Awards.
Nel 1972, con il declino della Apple, i Badfinger passarono alla casa discografica Warner Bros.

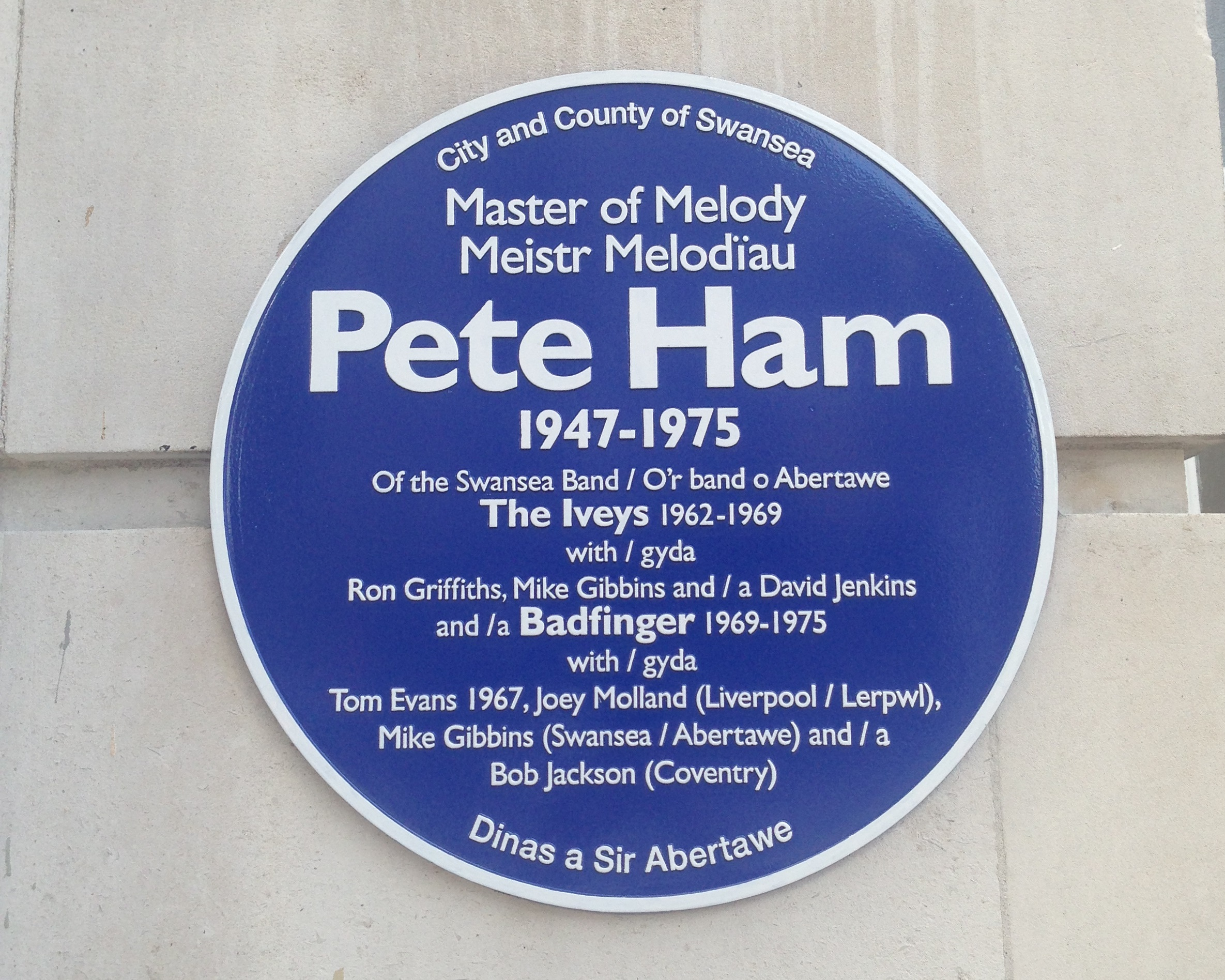
La placca commemorativa di Pete Ham a Swansea

### Morte
I Badfinger rimasero legati alla Warner Bros. fino al 1975, ma già nel 1973 la band iniziò a trovarsi coinvolta in problemi finanziari e manageriali che soffocavano la loro musica. Nel 1975 i Badfinger accusavano una totale mancanza di entrate, di cui il loro manager Stan Polley non rispondeva.
Ham, estremamente scoraggiato dalla situazione, s'impiccò nel garage della propria abitazione a Surrey il 24 aprile 1975, tre giorni prima del suo ventottesimo compleanno. Prima di suicidarsi, Ham scrisse una nota che si concludeva con un'accusa a Polley: "Non mi sarà concesso amare e fidarmi di tutti. Questa è la cosa migliore da fare. P.S. Stan Polley è un bastardo senz'anima. Lo porterò via con me".
Un mese dopo la morte di Ham, la sua compagna partorì la loro figlia, Petera.
La notizia della sua morte non fu molto diffusa, né alcun membro dei Beatles o della Apple o della Warner Bros. la commentò.

## Lascito artistico
Pete Ham è oggi ritenuto uno dei primi esponenti del genere musicale power pop.
Dalle sue numerose demo il produttore discografico e tecnico del suono Dan Matovina ha realizzato tre raccolte: "7 Park Avenue" nel 1997, "Golders Green" nel 1999 e "The Keyhole Street Demos 1966-67" nel 2013.
Il 27 aprile 2013, in quello che sarebbe stato il sessantaseiesimo compleanno di Ham, la città di Swansea lo ha ricordato ufficialmente con una placca commemorativa presso la stazione centrale.. La placca è stata scoperta da sua figlia Petera, e a seguito della cerimonia, presso il Grand Theatre di Swansea, è stato tribuito a Ham un concerto con due membri originali degli Iveys, Griffiths e Jenkins, e Bob Jackson, tastierista dei Badfinger dall'ottobre 1974.